# Història d'Itàlia
La història d'Itàlia és una de les més importants de tot Europa i de tot el món. Íntimament lligada a la de la cultura occidental i la història d'Europa, ha viscut bona part dels principals esdeveniments històrics del món
occidental.
Hereva de múltiples cultures antigues com la dels etruscs i llatins, i receptora de la colonització grega i cartaginesa, va veure néixer l'Imperi Romà, bressol de gran part de la cultura occidental i un dels més grans de la història. Després de la caiguda de l'imperi, Itàlia va patir una sèrie d'invasions germàniques alternades amb intents romans d'Orient i francs de reconstruir la unitat de l'Imperi Romà. Roma, seu del papat i font de legitimitat imperial, va ser en aquests temps un focus que va atreure figures com Justinià I i Carlemany.
Durant l'edat mitjana Itàlia es convertiria en un mosaic de ciutats estat que lluitaven entre si per aconseguir-ne l'hegemonia sobre la resta, amb freqüents intervencions de les potències circumdants i de l'Església. La seva privilegiada situació geogràfica va fer que fos clau en el comerç europeu i va afavorir repúbliques marítimes connectades amb la història europea. La lluita entre el poder temporal imperial, que incloïa Itàlia, i l'espiritual papal, que tenia la seva seu a Roma, va tenir a Itàlia especials repercussions.
Aquesta herència de rellevància política la va convertir en focus de les lluites pel poder a Europa. A més, el llegat cultural clàssic i eclesiàstic fou el brou de cultiu de noves tendències. En els segles XV i XVI es va convertir en el centre cultural d'Europa, donà origen al Renaixement i va ser un dels camps en què es va decidir la supremacia europea de l'Imperi Espanyol amb la victòria sobre Francesc I de França.
Després del declivi de la monarquia hispànica, l'Imperi Austrohongarès passaria a controlar la regió, com a bona part d'Europa central. Transformada en un camp de batalla durant les guerres napoleòniques i el Primer Imperi de Napoleó Bonaparte, lluitaria per la seva independència. Entre 1856 i 1870 es va dur a terme la Unificació d'Itàlia després d'una sèrie de guerres que feren enfrontar-se l'Imperi Austríac i els Estats Pontificis.
Posteriorment, Itàlia portaria a terme polítiques imperialistes que la dugueren a participar en la Primera Guerra Mundial del costat de l'Entent, a desenvolupar el feixisme de Benito Mussolini, a la invasió d'Albània i Abissínia i a participar en la Segona Guerra Mundial al costat de l'Alemanya Nazi i de l'Imperi del Japó.
En l'actualitat Itàlia és un estat prestigiós, democràtic, pertanyent a organitzacions com la Unió Europea o el G-8, i una de les principals potències econòmiques del món.

## Definició d'Itàlia
El nom d'Itàlia s'ha usat des d'antic per a designar la gent del centre del que avui anomenem península Itàlica, fent referència als pobles itàlics, parlants de les llengües itàliques. El seu origen és incert: Pallotino defensa que deriva d'un assentament a Calàbria i que va ser usat pels grecs com a terme general per a designar els habitants de tota la península.
El terme es va assentar quan la República Romana unificà tota la península en conquistar la resta de tribus contemporànies. El nom d'Itàlia va ser usat també en monedes encunyades per la coalició de pobles que s'aixecà contra Roma al segle i aC, amb capital a Corfinium, que incloïa samnites, umbres, sabins i altres. Finalment, l'emperador romà August va incloure sota el nom d'Itàlia tota la península, al qual es va acabar agregant la Gàl·lia Cisalpina al 42 aC, com a unitat central de l'imperi.
Després de la caiguda de l'Imperi Romà d'Occident, les paraules Itàlia i italià van passar a fer referència al conjunt d'estats que poblaven l'antic territori de la Itàlia romana i que compartien una certa afinitat cultural, i en destacava especialment un mateix conjunt de dialectes del llatí que donarien origen a l'idioma italià. Segles després, el nacionalisme romàntic va basar en aquesta unitat cultural la seva recerca d'una unitat política que desembocaria en el modern estat italià.
Alguns territoris que sota aquests mateixos barems podien ser anomenats italians no van entrar en l'estat, com és el cas de Malta, Mònaco, San Marino, el microestat del Vaticà o regions limítrofes amb Eslovènia i Croàcia, Suïssa (la Valtelina, Ticino i la part italoparlant dels Grisons) i França (Niça, Savoia, l'illa de Còrsega). Per convenció, aquest article se centrarà en el territori de l'actual Itàlia, però incloent-hi la història d'aquestes zones quan es tractin períodes en què van compartir un mateix esdevenir.

## Orígens del nom
El nom d'Itàlia era el nom antic del país i del poble que es trobava al sud de la península. El seu origen és incert, probablement una deformació grega que significa 'Terra del bestiar boví o vedella'. Una aliança de tribus itàliques (sabines, samnites i umbriana, entre altres) que competien a Roma durant el segle i aC van ser les primeres a encunyar monedes amb el nom d'Itàlia. Durant el temps de l'emperador August aproximadament, el territori multiètnic de tota la península es va incloure en el concepte d'Itàlia com a unitat central de l'imperi; la Gàl·lia Cisalpina, que era l'Alta Vall del Po, fou afegida a la província d'Itàlia el 42 aC. Després de la caiguda de l'Imperi Romà d'Occident i de les invasions llombardes, les paraules "Itàlia" i "italià" s'utilitzaven de manera col·lectiva per a referir-se als diversos estats que es van formar a poc a poc a la península.

## Edat de bronze i edat de ferro
La cultura terramare, de les primeres d'Itàlia, pren el nom de la terra negra, residu dels monticles que s'utilitzaven com a fertilitzants pels agricultors locals. Les ocupacions dels pobles terramare, comparats amb els predecessors neolítics, es poden inferir amb certesa comparativa. Eren, encara, caçadors, però havien domesticat animals; eren destres en la metal·lúrgia, fonien bronze en motlles de pedra i fang; eren també agrícoles, cultivaven mongetes, raïms, blat i lli. Es pensa que la cultura terramare eren un poble primitiu de parla itàlica del grup indoeuropeu.
La cultura de Villanova seria la primera a treballar amb ferro a la península italiana; practicaven la cremació i enterraven les cendres dels morts en urnes de ceràmica de forma de doble con. En termes generals, els assentaments de la cultura villanoviana se centraren a la vall del riu Po i a Etrúria, envoltant Bolonya —que després seria un important centre etrusc— i a les àrees d'Emília-Romanya (a Verruchi i Fermi), a la Toscana i al Laci.

### Arribada dels pobles indoeuropeus

Mapa lingüístic d'Itàlia a l'edat de ferro

Amb l'edat del ferro arribaren a Itàlia els pobles indoeuropeus, principalment en quatre grans migracions des del nord.
Una primera onada migratòria, probablement indoeuropea, tingué lloc al II mil·lenni aC. Són característiques d'aquest període les esteles o estatuàries de tipus menhir, que porten sovint gravats signes solars, aparentment signes distintius indoeuropeus. Una segona onada entre el final del III mil·lenni i els inicis del II mil·lenni aC dugué a la difusió de poblacions associades a la cultura del vas campaniforme i del bronze a la plana Padana, a Etrúria i a les zones del litoral de Sardenya i Sicília. Cap a la meitat del II mil·lenni aC una tercera onada porta els terramarnes i potser els pobles llatinofaliscs, que difonen l'ús del ferro i la incineració dels morts.
Cap a final del II mil·lenni i la primera meitat del I mil·lenni aC es dona la quarta i principal onada associada a la cultura dels camps d'urnes i els pobles oscoumbris (probablement també els llatinofaliscs), leponcis i vènets. Es tracta de la cultura de Villanova, anomenada així per un dels principals jaciments arqueològics. Se sap, a més a més, que practicaven la cremació i incineració dels morts, i es caracteritzaven les necròpolis per unes urnes típiques de forma cònica. Parlaven les llengües itàliques, d'origen indoeuropeu. S'assentaren principalment al nord, al riu Po i a Úmbria i Emília, i al centre de la península (Etrúria i el Laci). Més al sud, tot i que la pràctica general era la inhumació, s'hi han trobat també enterraments d'aquesta cultura fins a Càpua i Campània.
D'aquesta cultura provenen la majoria dels pobles que habitaren el centre i el nord d'Itàlia de manera hegemònica des d'aleshores. Els llatins, la ciutat principal dels quals era Alba Longa, farien aparèixer amb el temps Roma. Els sabins, que donaren nom a Sabínia, habitaven prop de ciutats properes com Reate, Interocrea, Falacrinum, Foruli, Amiternum i Nursia. Els oscs inclouen els samnites, que s'assentaren a Càpua, lucans i d'altres. Els umbres donen nom a Úmbria i habitaren al nord-est en ciutats com Perusa, Interamna Nahars, Fano, Osimo, Fermo i San Severino Marche.

### Els etruscs

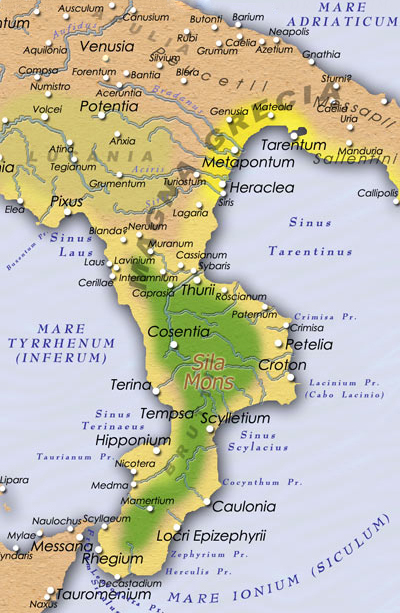
La Magna Grècia

Article principal: Etruscs

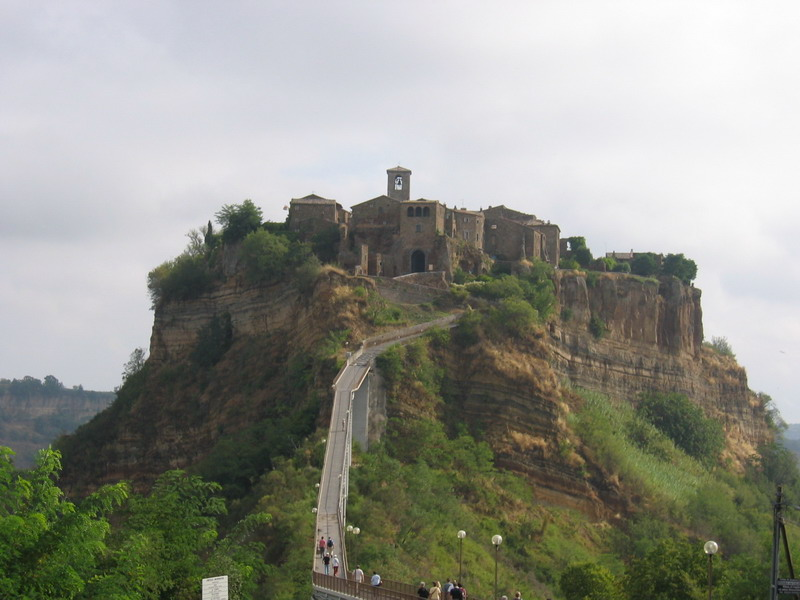
Ruïnes d'una ciutat etrusca (Bagnoregio)

La cultura etrusca es va desenvolupar a Itàlia al voltant del 800 aC aproximadament al mateix temps que la cultura villanoviana. Durant el segle vii aC la cultura va ser influenciada pels comerciants grecs i els veïns grecs de la Magna Grècia, la civilització hel·lènica del sud d'Itàlia. Es creu que els etruscs parlaven una llengua no indoeuropea. Van desenvolupar un sistema d'estat de societat amb vestigis de formes tribals. Eren molt més avançats que els pobles itàlics veïns, que encara s'organitzaven com tribus. Roma, en un sentit estricte, va ser el primer estat itàlic, però etrusc. El sistema de creences etrusc era politeista immanent; és a dir, tots els fenòmens visibles eren considerats com a manifestacions del poder diví i aquest poder era subdividit en deïtats que actuaven contínuament sobre el món humà, i podien ser dissuadits o persuadits a favor dels afers humans. Roma va ser fundada al territori etrusc. Encara que hi ha fonts que indiquen que Campània i Laci també eren regions etrusques, els historiadors consideren que Roma era la frontera del territori etrusc. Prop del centre etrusc de Viterbo, una ciutadella etrusca avui dia coneguda com a Acquarossa va ser destruïda el 500 aC i mai no fou reconstruïda, la qual cosa va preservar les estructures de les construccions d'aleshores, excavades amb el suport de l'Institut Suec.

### Invasions celtes i il·liris
Entre els segles V i I aC es desenvoluparen a Europa central les cultures de Hallstatt i de La Tène, de la qual deriven els pobles celtes que s'estengueren per Europa. La seva expansió des del nord els portà a assentar-se a la zona al nord del riu Po, amb una constant pressió cap al sud, enfrontats als pobles itàlics. Els taurins s'assentaren a la zona del que avui és Torí, que en fou la capital. Una de les branques de la gran tribu dels bois arribà a l'actual Bolonya, topònim d'arrel celta, acompanyats per língons i sènons (que donen nom a Senigallia). Altres tribus inclouen els ínsubres, que s'assentaren a Llombardia, i els cenòmans. En molts casos es produí una assimilació entre els celtes i la cultura preexistent lígur.
De manera semblant, els il·liris, empentats pels anteriors, es veieren desplaçats cap al sud i poblaren el Vèneto, Ístria i la costa de la mar Adriàtica. Alguns defensen que els messapis, que ocupaven Apúlia, són d'origen il·liri, tot i que d'altres els atorguen un origen hel·lènic.

### Magna Grècia
Article principal: Magna Grècia

Les colònies gregues antigues i els seus dialectes a la Magna Graecia.
Grec NO
Acadi
Dòric
Jònic

Durant els segles VIII i VII aC es van establir colònies gregues a Sicília i la regió sud de la península Itàlica. Durant l'alta edat mitjana, després de la Guerra Gòtica, que seria molt destructiva, noves onades de grecs romans d'Orient s'hi van establir, provinents de Grècia i l'Àsia Menor, fins a l'arribada dels llombards i normands. Els romans d'Orient van trobar a la Itàlia del Sud un poble amb una arrel cultural similar, els pobles de parla grega, eredi ellenofoni de la Magna Grècia.

## Romans
Article principal: Itàlia romana
Vegeu també: Antiga Roma i Imperi Romà

Coliseu romà

D'acord amb la llegenda, Roma va ser fundada el 753 aC per Ròmul i Rem, i fou governada per set reis. Amb el pas del temps, Roma començà a expandir el seu territori, derrotant els seus veïns.
Itàlia, sota la República Romana i després sota l'Imperi romà, abastava tota la península italiana, des del Rubicó a Calàbria. Durant la república, però, Itàlia no era una província, sinó el territori de la ciutat de Roma i, per tant, tenia un estatus especial; per exemple, els comandants militars no podien portar els exèrcits dintre d'Itàlia; quan Juli Cèsar creuà el Rubicó, marcà el començament de la guerra civil.
La província d'Itàlia va ser privilegiada sota el govern d'August i els seus hereus, amb la construcció de molts edificis i estructures públiques, i una densa xarxa de carreteres. L'economia italiana prosperà: l'agricultura, l'artesania i la indústria van créixer considerablement, i permeteren l'exportació de béns cap a altres províncies. La població també va créixer: August ordenà que es realitzessin tres censos per registrar la presència de ciutadans. Hi havia 4.063.000 el 28 aC, 4.233.000 el 8 aC i 4.937.000 al 14 dC. Incloent les dones i els nens, la població total d'Itàlia al començament del segle i era de 10 milions.
Després de la mort de l'emperador Teodosi I, Itàlia formà part de l'Imperi Romà d'Occident.
Després van començar les invasions bàrbares i la capital es traslladà de Mediolanum (Milà) a Ravenna. El 476 amb la mort de Ròmul Augústul i el retorn de les insígnies imperials a Constantinoble, l'Imperi Romà d'Occident va desaparèixer; per pocs anys Itàlia va romandre unificada sota el govern d'Odoacre, però després va ser dividida en diversos regnes, i no s'unificaria sinó 13 segles després.

### Orígens
El 753 aC es fundà a la vora del riu Tíber una ciutat clau: Roma. L'origen n'és incert, la mitologia romana connecta l'origen de Roma i la institució monàrquica a l'heroi troià Enees, que, fugint de la destrucció de la seva ciutat, navegà fins a la Mediterrània occidental, tot arribant a Itàlia després d'un llarg periple. Allà, després de casar-s'hi amb la filla del rei dels llatins, poble del centre d'Itàlia, fundà la ciutat de Lavínium. Més endavant, el seu fill Ascani fundà Alba Longa, d'on surten, de la família reial, els bessons Ròmul i Rem, els fundadors de Roma.
Això li donaria un origen llatí, al qual mitjançant el llegendari episodi del rapte de les sabines s'hi afegirien els seus veïns centroitàlics sabins. Tanmateix, altres teories, basades en la seva proximitat a la Toscana etrusca, la seva posició en les rutes comercials, algunes hipòtesis toponímiques i l'origen d'alguns dels seus primers reis, semblen indicar una presència etrusca notable.

### La monarquia romana
La monarquia romana (en llatí Regnum Romanum) fou la primera forma política de govern de la ciutat estat de Roma. Durà des del moment llegendari de la seva fundació el 21 d'abril del 753 aC fins al final de la monarquia, l'any 510 aC, quan l'últim rei, Tarquini el Superb, fou expulsat, i s'hi instaurà la República Romana.
Els orígens de la monarquia són imprecisos, si bé sembla clar que fou la primera forma de govern de la ciutat, una dada que semblen confirmar l'arqueologia i la lingüística. Mitològicament, s'arrela en la llegenda de Ròmul i Rem. De qualsevol manera, després de Ròmul i el sabí Numa Pompili, arribà al poder Tul·li Hostili, que estengué el port d'escala a la ruta costanera de la sal que era Roma a costa dels seus veïns, transformant Roma en la ciutat més influent del Laci.
Després del regnat d'Anc Marci, ascendí al poder una dinastia d'origen etrusc, els Tarquinis, sota la qual Roma amplià encara més el seu poder a la regió. Tanmateix, els excessos de Tarquini el Superb foren l'origen de disputes internes, a les quals s'hi sumà la coalició d'etruscs i llatins amenaçats per la ciutat, i desembocà en l'expulsió del rei gràcies a la intervenció de Luci Juni Brutus i Luci Tarquini Col·latí. Roma perdé la major part del seu poder front als etruscs encapçalats pel rei de Chiusi, Porsenna, a la qual cosa s'afegí la humiliació d'un saqueig per celtes liderats per Brennus, que assolaren diverses ciutats italianes.

### La República Romana

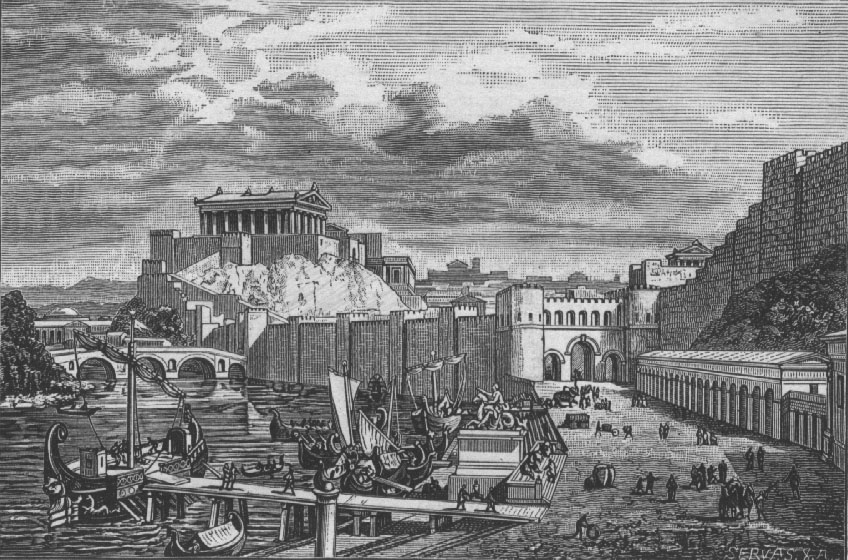
Ciutat de Roma durant els temps de la República. Gravat de Friedrich Polack (1896)

La República (509 aC-27 aC) fou la següent etapa de l'antiga Roma en què la ciutat i els seus territoris mantenien un sistema republicà de govern. En circumstàncies històriques poc clares, la monarquia romana fou abolida el 509 aC i substituïda per la República.
Una característica del canvi fou que l'administració de la ciutat i els seus districtes rurals quedà regulada en el dret d'apel·lar el poble contra qualsevulla decisió d'un magistrat concernent a la vida o a l'estatut jurídic. L'administració executiva quedà dotada d'imperium o poder omnímode, que tenia un origen religiós que arrencava del mateix déu Júpiter. Els magistrats dotats d'imperium eren els cònsols, pretors i eventualment els dictadors. Tanmateix, l'imperium només s'exercia extra pomoerium, és a dir, fora de les muralles de Roma. En conseqüència, tenia un caràcter essencialment militar. A la ciutat en les seves funcions civils, els magistrats estaven sotmesos a limitacions legals i controls mutus.
Amb el pas dels anys la ciutat anà conquerint els seus veïns llatins, etruscs i sabins, als quals agruparia en la Lliga llatina i recuperà el seu antic poder al Laci. L'expansió continuà cap al sud; acceptà una demanda de protecció dels samnites de Càpua front als seus veïns muntaners i s'involucrà en les guerres samnites, amb les quals acabaria obtenint Campània. La ciutat grega de Nàpols aconseguí també un acord militar. Per assegurar el territori conquerit es fundaren colònies romanes com Òstia, Urbinum, Aruminium, Cremona, Placentia o Mediolanum. Una a una les diverses tribus itàliques foren conquerides i Roma imposà un protectorat sobre les colònies gregues del sud, encapçalades per Tàrent, que malgrat la campanya del rei Pirros, acabaren sota el jou romà.
La demanda d'auxili dels mamertins, un grup de mercenaris que s'havien apropiat de Messina, feu que l'avanç romà continués fins a Sicília, on topà amb els cartaginesos. Després de guanyar la Primera Guerra púnica a tres bandes entre Roma, Cartago i Siracusa, Roma s'annexionà la majoria de l'illa. Aviat hi seguiren Sardenya i Còrsega davant la feblesa de Cartago durant la Guerra dels mercenaris i la mateixa Siracusa després de la caiguda del seu tirà Hieró II i un famós setge. Convertida en una de les principals potències del Mediterrani, juntament amb Cartago i els regnes hel·lènics, Roma practicà una política exterior cada cop més important. Daten d'aquesta època les guerres il·líries i els primers xocs seriosos amb Macedònia i les tribus de la Gàl·lia i l'Adriàtic.

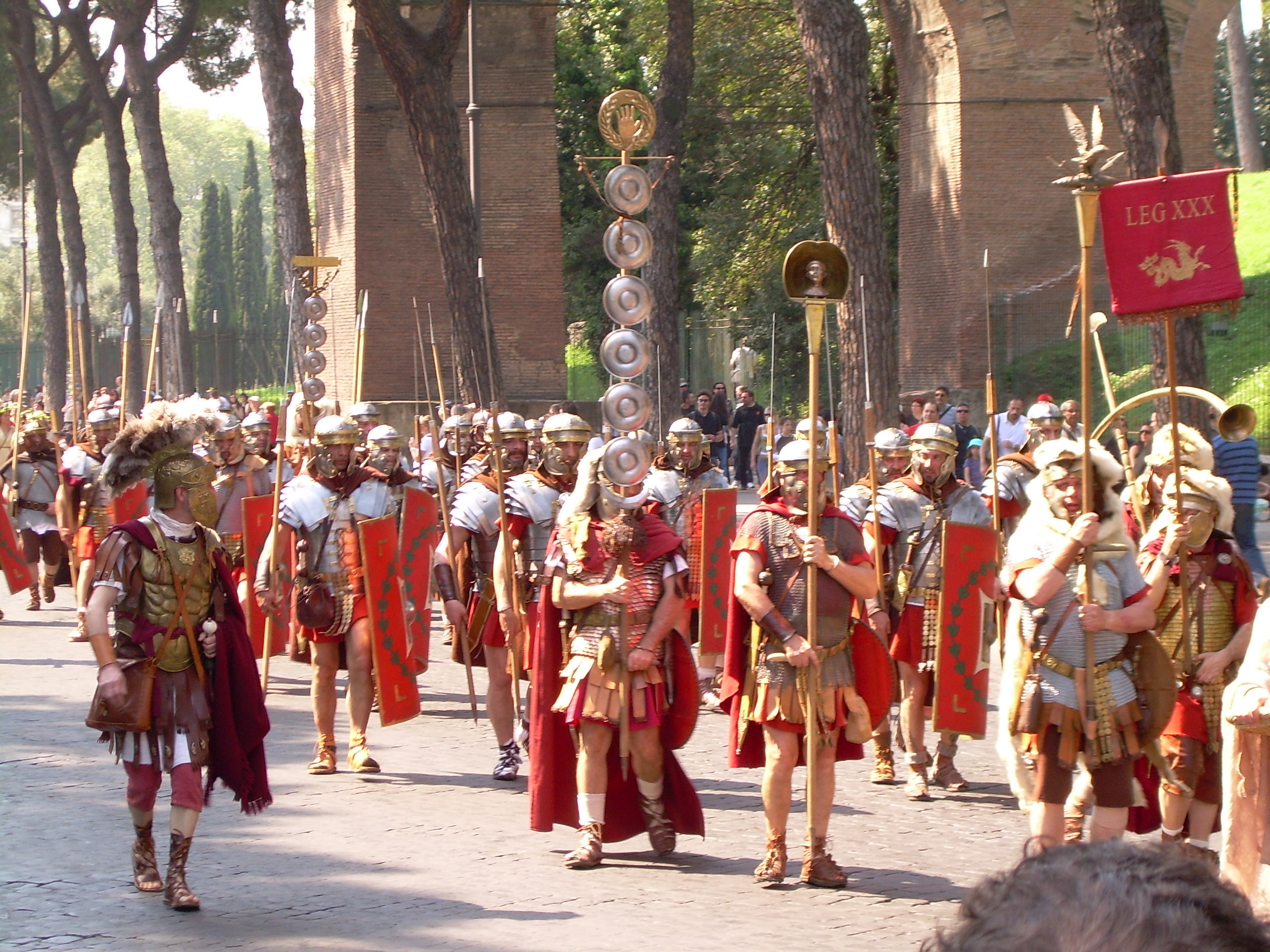
Legió romana marxant en una reconstrucció històrica de 2007

El rearmament cartaginès encapçalat per Amílcar Barca dugué a l'ocupació púnica de bona part de la península Ibèrica i a un nou període de rivalitat amb Roma. Amb l'excusa del setge als aliats romans de Sagunt, el fill i successor d'Amílcar, Hanníbal Barca, envaí Itàlia a través dels Alps. Durant aquesta Segona Guerra Púnica, Hanníbal infligí històriques derrotes als romans, que culminaren en la batalla de Cannes, però finalment s'imposà la victoriosa campanya de Publi Corneli Escipió a Ibèria, que acabà traslladant la guerra al nord d'Àfrica i acabà amb la victòria definitiva dels romans en la batalla de Zama.
Roma fou a partir d'aleshores la major potència mediterrània. S'annexionà les províncies cartagineses a Hispània, que amplià mitjançant nombroses guerres en els dos segles següents a la seva conquesta, malgrat els contratemps com el setge de Numància o la resistència de Viriat. Roma començà a intervenir a Grècia i Macedònia durant les guerres macedòniques, i les conquerí després d'una victòria a Pidna. Després d'una Tercera Guerra púnica, llarg temps buscada pel sector més conservador de la ciutat i el seu portaveu Marc Porci Cató Censorí, amb la qual destruí definitivament els seus antics enemics cartaginesos, Roma posà els peus a Àfrica, en el que avui és Tunísia. L'herència del rei Àtal III a Àsia i de Nicomedes IV a Bitínia, que conduïren a una altra guerra amb Mitridates VI i Tigranes II d'Armènia amb la qual el seu domini s'amplià a Síria i Turquia, mentre conqueria els seus antics aliats númides liderats per Jugurta que s'havien aixecat contra Roma. El mateix passà amb el Regne de Cirene, a Egipte, llegat a Roma pel seu últim rei, Ptolemeu Apió. La necessitat de mantenir les rutes que connectaven aquests territoris portà a campanyes contra pirates i a ocupar Cilícia, a aliar-se i realitzar pactes de protecció amb ciutats com Marsella o Rodes i a la conquesta de la Gàl·lia Narbonesa. Publi Clodi Pulcre dirigí amb el temps l'ocupació de Xipre, una allunyada província egípcia sotmesa als conflictes de la política mediterrània. La construcció de vies romanes facilità les comunicacions, tant a Itàlia com a fora.
Aquest incombustible expansionisme tingué importants conseqüències socials, sobretot a causa del fet que l'exèrcit romà no estava concebut per a les llargues campanyes d'ultramar. L'absència a casa seva tenia dures conseqüències per als petits agricultors que componien la base de l'exèrcit romà, tant ciutadans com itàlics conquerits. Una rebel·lió itàlica, fruit tant de l'esforç bèl·lic que els era imposat com de les disputes amb les colònies romanes al seu territori, fou durament reprimida, i davant l'amenaça d'un exèrcit de centenars de milers de germànics, l'exèrcit fou reformat per Gai Mari, i a partir de llavors principalment reclutat entre els més pobres, que rebien terres al final del servei. Es tractava d'una reforma clau, que ampliava el nombre de soldats mobilitzables ara que els petits agricultors s'anaven fent més rars davant dels latifundis. Mari aixafà els germànics en la batalla de Campi Raudii i es convertí en el primer polític de la Roma del seu temps, cinc vegades consecutives cònsol, però a costa d'un major grau d'enfrontament. Mari, d'extracció humil, representava l'èxit de les classes populars front a la tradicional aristocràcia de la ciutat romana, que se li oposà agreujant un enfrontament entre classes socials que datava dels orígens de la ciutat.

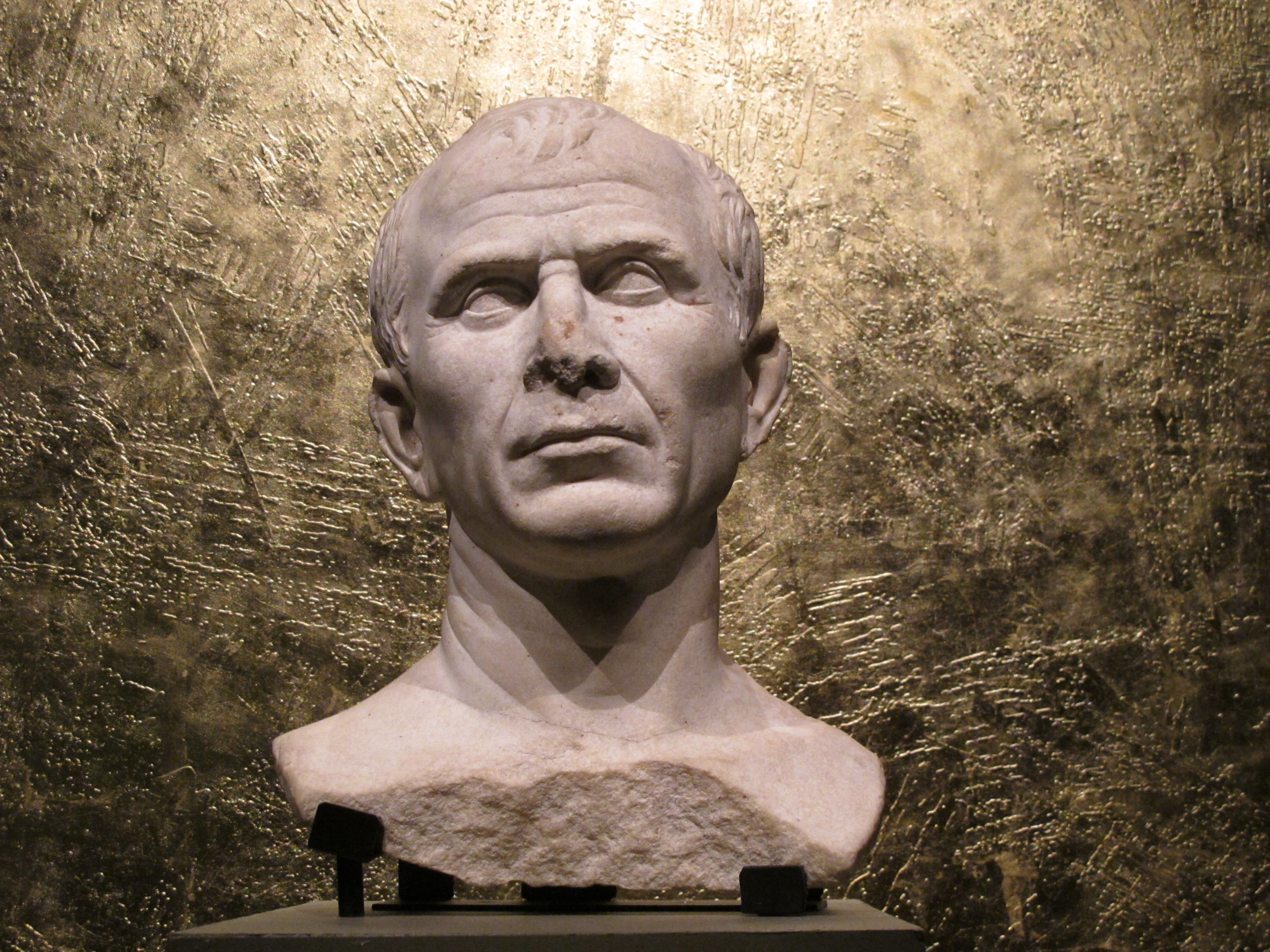
Bust de Juli Cèsar

Les reivindicacions de les classes més pobres, que des dels intents de reforma agrària dels germans Tiberi Semproni Grac i Gai Semproni Grac aspiraven al repartiment de terres públiques fruit de les conquestes que beneficiaven els latifundistes, i el nou exèrcit, que depenia del poder del seu general per obtenir terres en llicenciar-se donà peu a una sèrie de conflictes i pulsions internes. Luci Corneli Sul·la, antic lloctinent de Mari que se li enfrontà durant els seus últims anys liderant l'aristocràcia patrícia, reinstaurà la pau després d'una dictadura personal, però amb el temps s'anaren anul·lant les seves mesures. Es tracta d'una de les èpoques més famoses de la ciutat, amb l'oratori de Ciceró al Senat, l'intent de cop d'estat de Luci Sergi Catilina o la revolta d'esclaus d'Espàrtac. Destaca aleshores el poder acumulat pel triumvirat de Pompeu, Juli Cèsar i Cras, que es repartiren els càrrecs públics de la ciutat i el govern de les seves províncies. Cras fou derrotat pels parts a Orient durant la batalla de Carrhae, però Cèsar guanyà fama immortal en conquerir els gals i posar els peus a Britànnia i Germània.

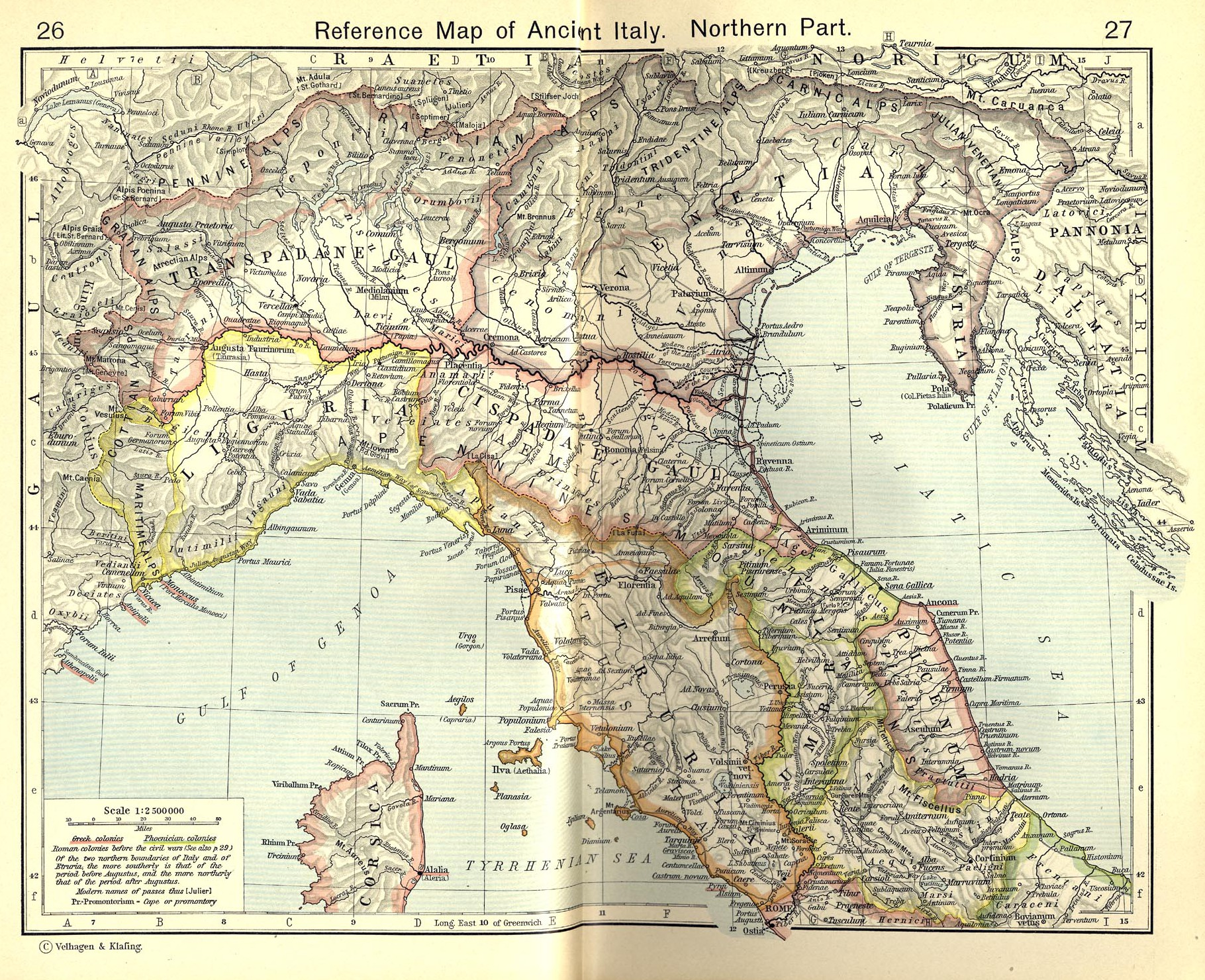
Regió d'Itàlia del Nord

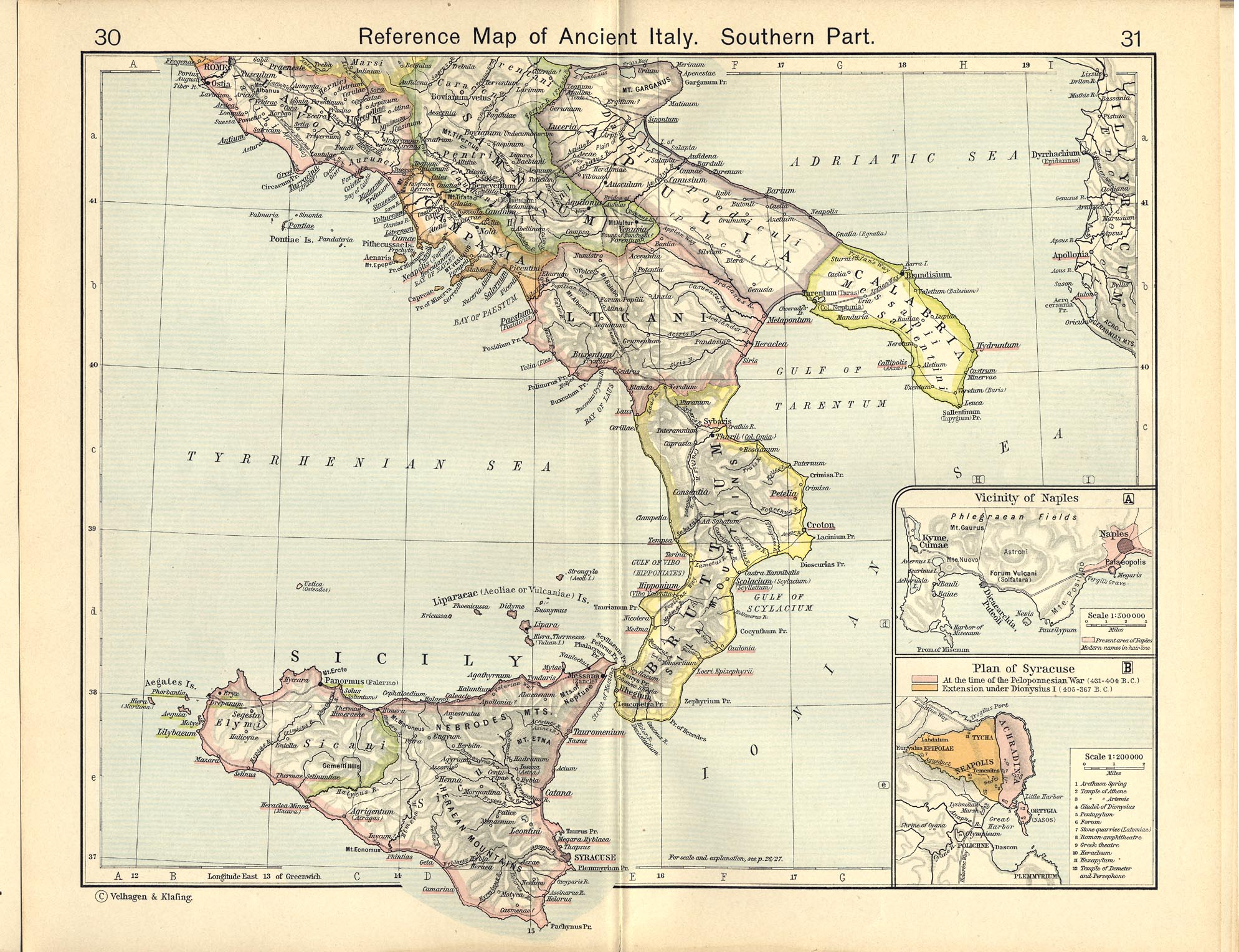
Regió d'Itàlia del Sud

L'enemistat entre el polític i general que havia conquerit les Gàl·lies i reunit un poder sense precedents i la major part de l'aristocràcia desembocà en una cruenta successió de guerres civils quan intentaren desposseir-lo del comandament de les seves tropes, amb prèvia aliança amb Pompeu. Cèsar creuà llavors el riu Rubicó i s'imposà a Itàlia; perseguí els qui se li oposaren pels dominis de Roma. Vencé en la batalla de Farsàlia i aconseguí finalment el poder absolut, però fou assassinat per un complot liderat per Brut, que reinicià la lluita partidista. A la nova guerra civil els cesaristes perseguiren els qui quedaven dels seus opositors mentre es disputaven entre ells la successió. Després d'una lluita amb els antics lloctinents de Cèsar, Marc Antoni i Marc Emili Lèpid, el fill adoptiu i successor de Juli Cèsar, August, es feu amb el poder de la facció cesarista i de Roma, i eliminà les guerres civils.

## Edat mitjana
Després de la invasió longobarda, els papes van subjectar-se nominalment a l'emperador d'Orient, però, en rebre poc de suport de Constantinoble, van prendre el paper de caps d'estat per als ciutadans, i els proveïen amb els serveis essencials (aliments per als necessitats) i protegiren Roma de les incursions llombardes. D'aquesta manera, els papes van començar a construir un estat independent. El 751 els llombards van prendre Ravenna, la qual cosa eliminà la presència romana d'Orient a Itàlia (encara que algunes ciutats costaneres i altres àrees del sud d'Itàlia van romandre sota el control romà d'Orient fins al segle xi quan va sorgir el Regne de Sicília). Amb noves ofensives llombardes el papat va apel·lar als francs, demanant-los suport. El 756 les forces franques van derrotar els llombards i van donar al papat l'autoritat legal sobre tota la regió central d'Itàlia, creant així els estats papals.
L'era de Carlemany fou un període d'estabilitat per a Itàlia, encara que la regió era generalment dominada pels interessos dels estrangers. El segle xi representa la fi del període més fosc de l'edat mitjana. El comerç augmentà a poc a poc, especialment el comerç marítim, i convertí Amalfi, Pisa, Gènova i la República de Venècia en potències econòmiques. El papat va recuperar la seva autoritat, i lluità amb l'Imperi Romà d'Orient en afers eclesiàstics i seculars. El primer episodi en seria la querella de les investidures. Durant el segle xii les ciutats italianes que es trobaven sota el Sacre Imperi Romanogermànic van aconseguir autonomia. Així el nord d'Itàlia seria una terra de ciutats estat independents o gairebé independents fins al segle xix, la més important de les quals fou el ducat de Milà.
El 1155 l'emperador romà d'Orient, Manuel I Comnè, intentà envair el sud d'Itàlia. L'emperador envià els seus generals Miquel Paleòleg i Joan Ducas amb les tropes romanes d'Orient i grans quantitats d'or per envair Pulla. No obstant això, la invasió s'aturaria aviat. El 1158 l'exèrcit romà d'Orient va abandonar Itàlia.

## Renaixement
Article principal: Renaixement

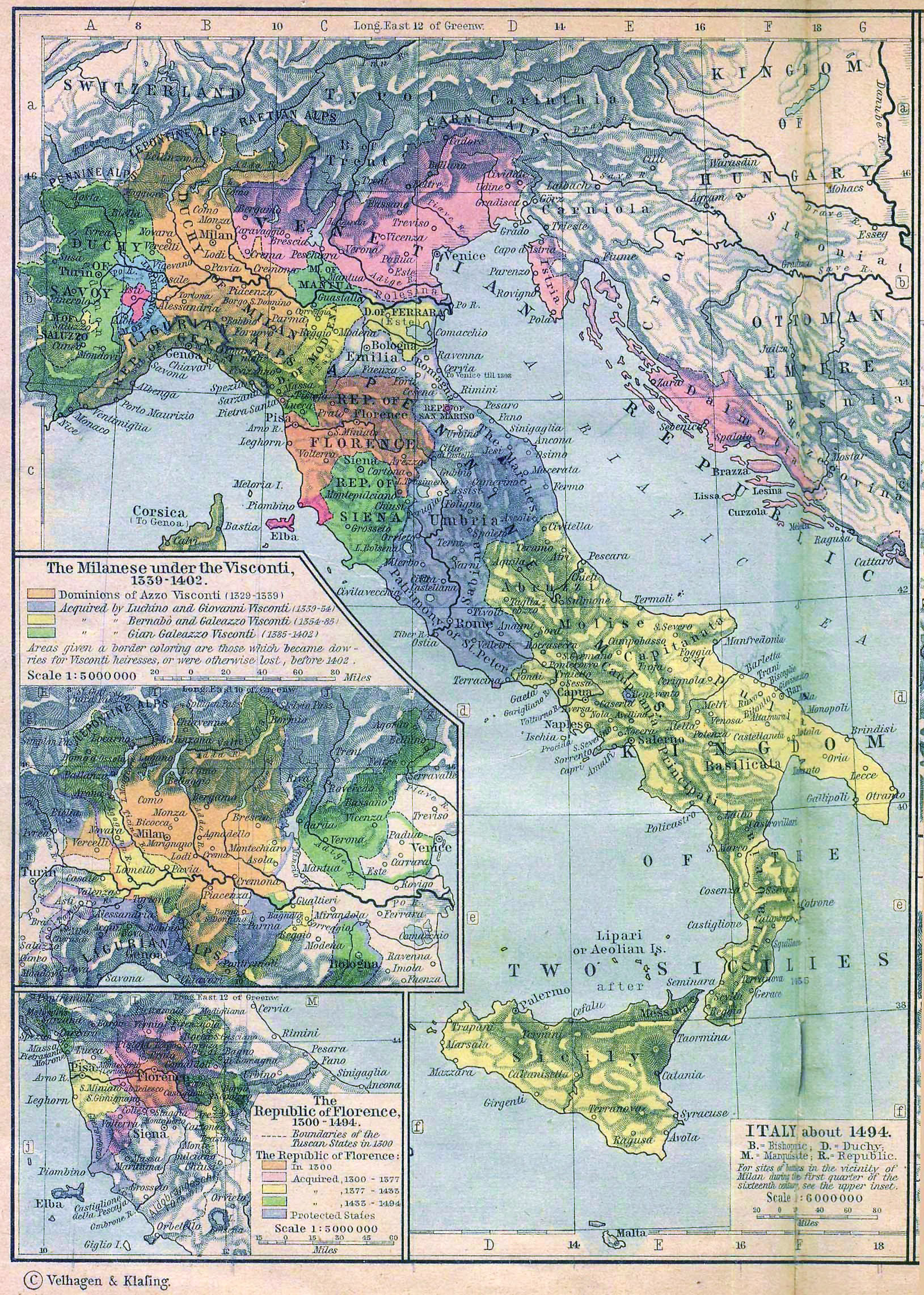
Itàlia el 1494

En la baixa edat mitjana, el centre i sud d'Itàlia, abans el centre econòmic de l'Imperi Romà, era molt més pobre que el nord. Roma era una ciutat en ruïnes, i els estats papals eren una regió administrada indirectament amb poca llei i ordre. Parcialment, a causa d'això, el papat s'havia mogut a Avinyó, França. Nàpols, Sicília i Sardenya havien estat sota el domini angeví o de la corona catalanoaragonesa per molt de temps. Les rutes comercials italianes que abastaven la mar Mediterrània i més enllà serien els conductors de cultura i coneixement. Les ciutats estat del nord d'Itàlia es van expandir durant aquest període i van aconseguir més poder per ser independents de facto del Sacre Imperi romanogermànic.
El Renaixement italià fou la fase inicial del Renaixement europeu, un període de grans canvis i assoliments culturals a Europa que començaria al segle xiv i culminaria al voltant del 1600; marcà la transició entre l'edat mitjana i la moderna a Europa. Encara que iniciaria a principis del segle xiv el patronatge en la literatura, molts aspectes de la cultura italiana i de la societat d'aleshores continuaven sent medievals; el Renaixement s'estendria a totes les àrees amb el canvi de segle. Aquest seria un període d'interès renovat en la cultura de l'antiguitat clàssica. Aquests canvis, encara que molt significatius, es concentraven en l'elit de la població; les vides de la majoria de la població, encara rural, no havien canviat des de l'edat mitjana.
El Renaixement italià començà a la Toscana, a les ciutats de Florència i Siena. Després va tenir un impacte significatiu a Roma, la qual seria reconstruïda pels papes renaixentistes del segle xvi. Les idees del Renaixement es van estendre a la resta d'Europa. El renaixement italià és més conegut pels seus assoliments culturals, que inclouen les obres de Francesco Petrarca, Castiglione i Nicolau Maquiavel en la literatura; Michelangelo Buonarroti i Leonardo da Vinci en la pintura, i les grans obres d'arquitectura com el Duomo de la Santa Maria del Fiore i la Basílica de Sant Pere de Roma.
La cultura toscana ràpidament es convertiria en el model per a tots els estats del nord d'Itàlia, i el dialecte toscà predominà en la regió, especialment en la literatura (que seria la base per a l'italià estàndard modern). El 1447 Francesc Sforza transformà Milà d'una ciutat medieval en un centre important d'art i educació. Venècia, una de les ciutats més riques atès que controlaven el comerç del Mediterrani, també es va convertir en el centre de la cultura renaixentista.
Una sèrie d'invasions estrangeres conegudes com les guerres italianes van començar el 1494 amb la invasió francesa que devastaria el nord d'Itàlia, i eliminà la independència de moltes de les ciutats estat. Una altra invasió ocorreria el 6 de maig del 1527, en què les tropes espanyoles i alemanyes van saquejar Roma.

## Dominació estrangera
A principis del segle xvi els estats de la península italiana van començar a patir els efectes d'una crisi econòmica, atès que el comerç es començà a realitzar per l'oceà Atlàntic i no al Mediterrani. Com que Itàlia no estava unificada políticament, la majoria dels dèbils i petits estats italians foren derrotats per les forces estrangeres (principalment Espanya), i altres van ser annexats (Milà i Nàpols), i encara d'altres van veure el seu poder i influència molt reduïdes (Venècia i Florència). El papat va perdre la majoria de la seva influència per les derrotes militars i per la Reforma protestant.
Per a prevenir l'expansió del protestantisme l'Església catòlica va aprovar les guerres de l'emperador Carles V (Carles I a Espanya) i dels seus successors, i va començar la Contrareforma, per mitjà de la qual va establir un control estricte sobre la vida intel·lectual dels països catòlics.
El 1494 Carles VIII de França va envair Itàlia sense cap mena d'oposició. Carles entrà a Nàpols el 22 de febrer, 1495 i fou coronat el 12 de maig. El novembre els seus exèrcits van entrar a Florència al mateix temps que una revolució havia expulsat Piero de Medici el 1495. Ferran II de Nàpols, fill d'Alfons II va començar l'adquisició espanyola de Nàpols amb el suport d'una flota i tropes de Venècia sota el comandament de Gonzalo de Córdoba.
Les guerres italianes van tenir com a resultat l'hegemonia del poder espanyol sobre Itàlia. Encara que molts estats, com ara Venècia, no van pertànyer a la corona espanyola, Itàlia va dependre d'Espanya per rebre protecció de les agressions externes. El control d'Espanya va ser reemplaçat amb l'hegemonia austríaca al segle xviii, llevat d'alguns pocs estats que van romandre sota el control espanyol.
Els segles xvii i XVIII foren un període de pau relativa a Itàlia. No obstant això, l'economia italiana s'estancaria a causa del declivi de les rutes de comerç del Mediterrani; i al començament del segle xviii l'economia entrà en recessió. En aquest segle Itàlia deixaria de ser el centre cultural d'Europa. La península no va ser influenciada per la Reforma, i feu menys contribucions a la Il·lustració que no pas França i la Gran Bretanya.

## Unificació i monarquia

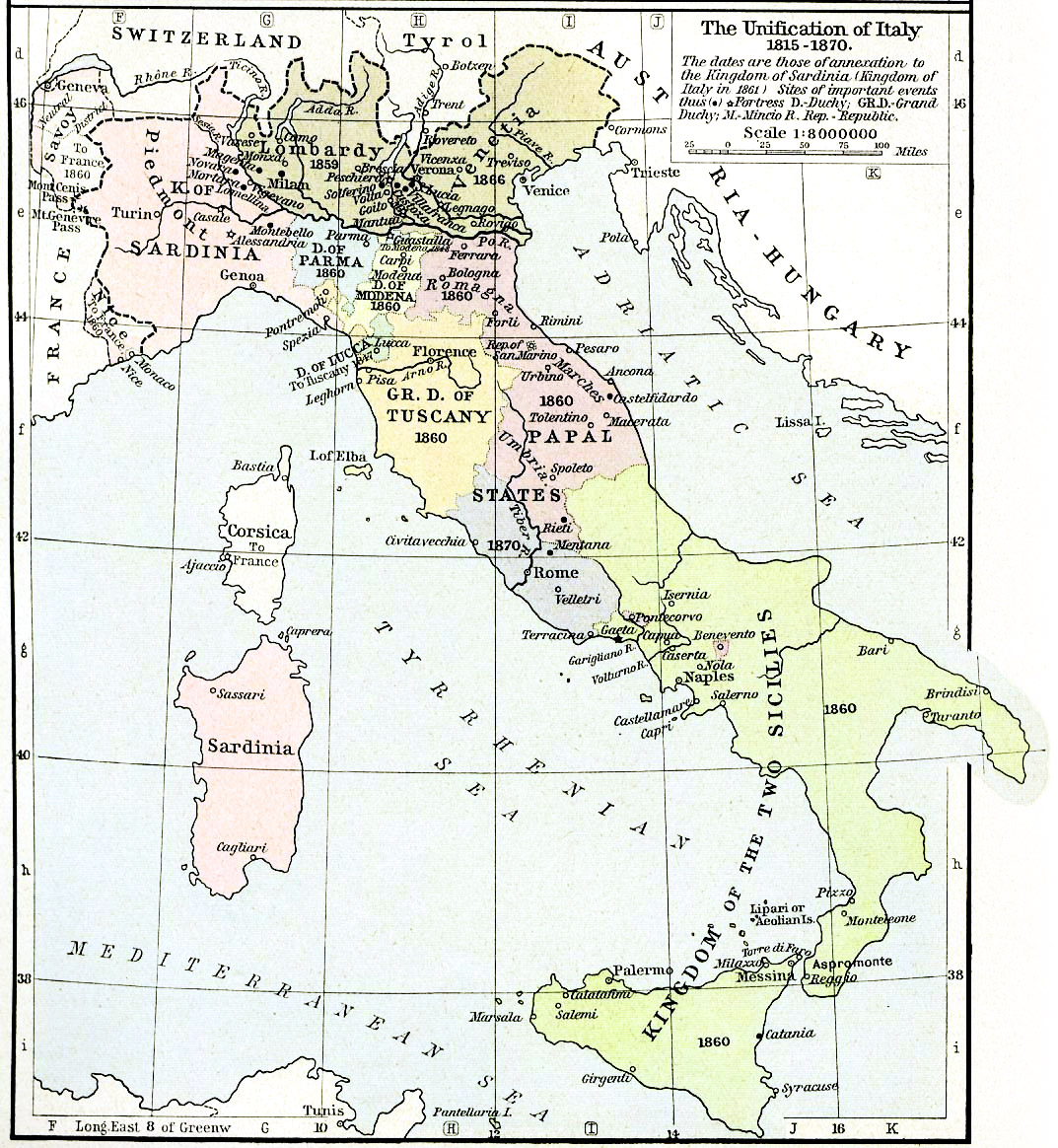
Procés d'unificació italiana

Itàlia 1860–1866

Itàlia 1866–1870 després de la tercera guerra contra Àustria.

Políticament, però, la Itàlia del segle xviii estava sota les mateixes condicions que al segle xvi, la diferència principal era que Àustria havia reemplaçat Espanya com a força estrangera dominant, i que els ducs de Savoia (una regió muntanyenca entre Itàlia i França) s'havien convertit en reis de Sardenya i incrementaren les seves possessions italianes, que incloïen a més de Sardenya la regió nord-oest de Piemont. La situació canvià quan els exèrcits francesos encapçalats per Napoleó el 1796 van envair Itàlia; encara que els estats que s'havien creat eren satèl·lits de França. Irònicament, això va produir un moviment nacionalista. La República Cisalpina es va convertir en la República Italiana el 1802 sota la presidència de Napoleó.
El congrés de Viena, el 1814, restaurà la situació com era al 1795, dividint Itàlia entre Àustria (la regió nord-est i Llombardia) el Regne de Sardenya, el Regne de les Dues Sicílies (la regió del sud i la Sicília), la Toscana, els estats papals i altres estats menors al centre. Durant el segle xix el sentiment nacionalista es consolidà i a poc a poc, entre guerres i expedicions, es van unificar els diversos estats de la península.
Itàlia esdevindria un estat el 17 de març de 1861, data en què la majoria dels estats de la península es van unificar sota el govern del rei Victor Emanuel II de la dinastia de Savoia, que governava originàriament sobre Piemont. Els arquitectes de la unificació italiana foren el comte Camillo Benso di Cavour, el primer ministre del rei Victor Emanuel, i Giuseppe Garibaldi, un general i heroi nacional. Roma va romandre sota el control papal una dècada més fins al 20 de setembre de 1870, data final de la unificació italiana.
Al començament de la Primera Guerra Mundial Itàlia es declarà neutral. Els imperis centrals i la Triple Entente, però, van intentar que Itàlia se'ls unís, i l'abril de 1915 el govern italià acordà declarar la guerra a l'Imperi Austrohongarès a canvi de diversos territoris (Trento, Trieste, Ístria i part de Dalmàcia).

## Mussolini

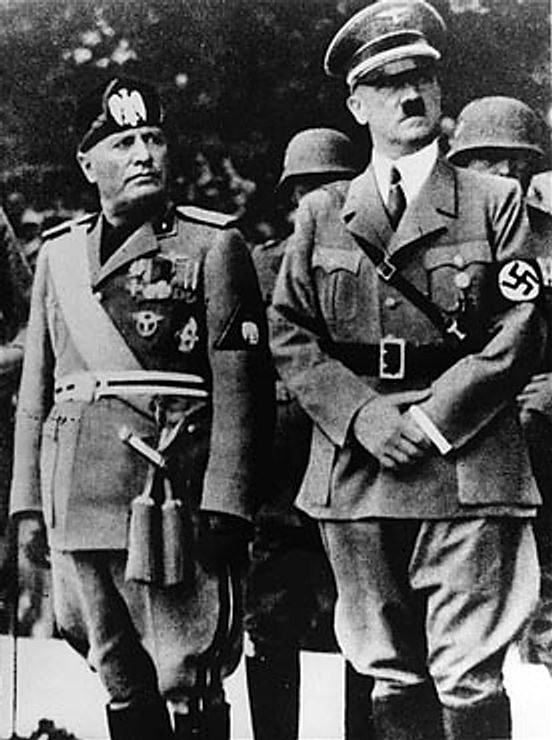
Mussolini i Hitler

En el període d'entreguerres, els treballadors italians van participar en llargues vagues per demanar més drets i millors condicions laborals. Alguns, inspirats per la Revolució russa, van prendre el control de fàbriques, molins, hisendes i altres llocs de treball. Els liberals, que temien una revolució socialista, van donar el seu consentiment al petit Partit Nacional Feixista, encapçalat per Benito Mussolini, les reaccions violentes del qual contra les vagues es compararen amb les reaccions relativament moderades del govern. Després d'alguns anys de lluita, l'octubre de 1922 els feixistes van intentar un cop d'estat (la Marcia su Roma, 'marxa sobre Roma'). Les forces feixistes eren molt més inferiors, però el rei ordenà que l'exèrcit no hi intervingués, formant una aliança amb Mussolini, i va convèncer el partit liberal d'aprovar el govern feixista. Amb el pas dels anys, Mussolini, que seria conegut com Il duce, el líder o comandant, eliminà tots els partits polítics (incloent-hi els liberals) i va restringir les llibertats personals sota el pretext de prevenció d'una revolució.
El 1929 Mussolini va signar els pactes del Laterà amb l'Església catòlica romana (amb la qual Itàlia havia estat en conflicte des de l'annexió de Roma el 1870), la qual cosa va dur a la formació de l'estat independent de la ciutat del Vaticà. La situació amb França i el Regne Unit era amigable, però el 1935 Itàlia va envair Etiòpia malgrat la seva oposició, i començà a establir relacions amb el partit nazi de Hitler, i amb el temps, forma part de l'Eix durant la Segona Guerra Mundial. El Regne d'Itàlia s'annexionà la Líbia italiana el 1939. Els aliats van envair Sicília el 1943, i gradualment, van marxar cap al nord. Després de la fi de la guerra, el 2 de juny, 1946 es realitzà un referèndum sobre la monarquia, la qual seria abolida, i es va establir el govern republicà amb l'adopció d'una nova constitució l'1 de gener, 1948.

## La República Italiana

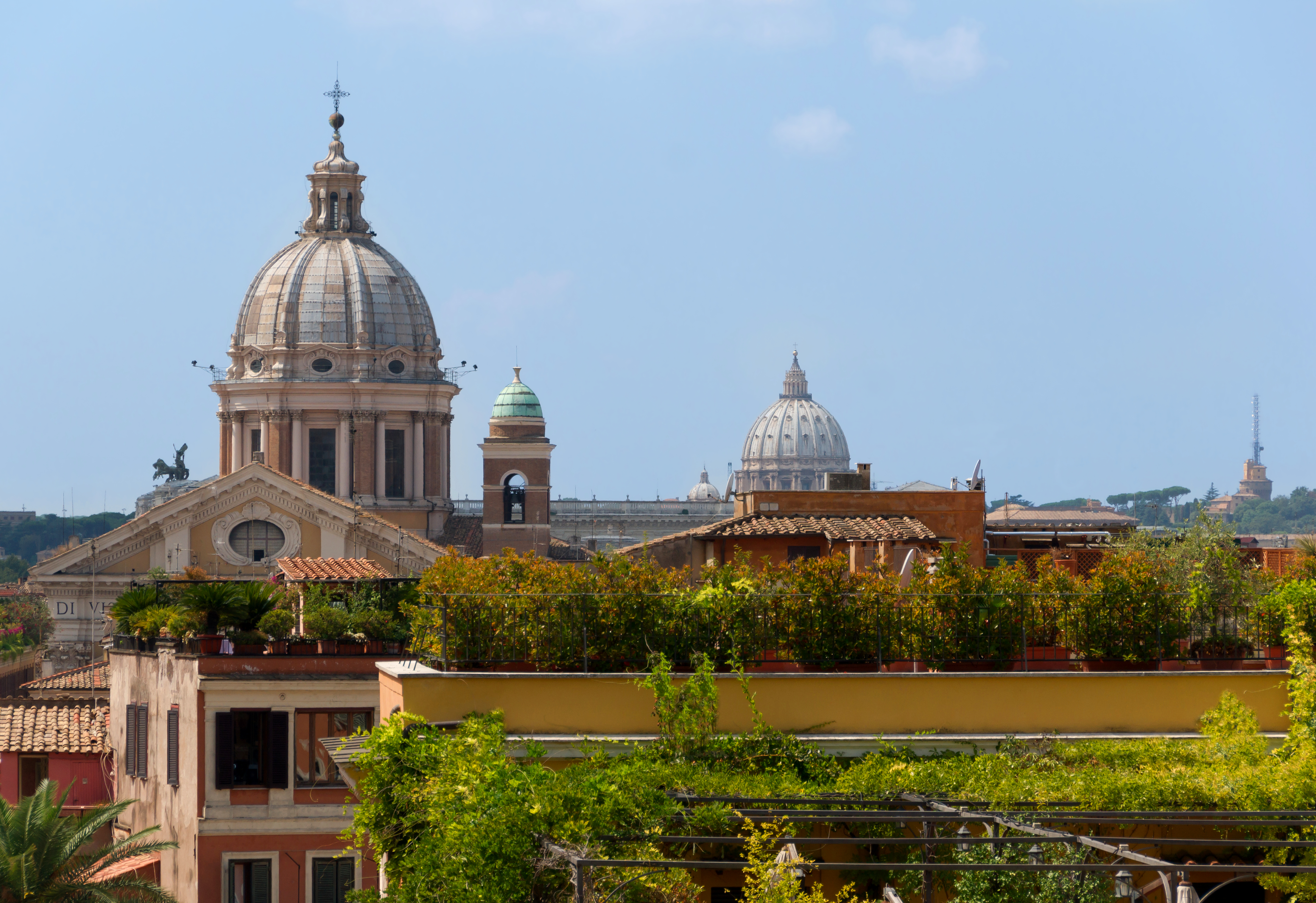
Roma

Després d'un tractat de pau el 1947, es van realitzar petits ajustaments a les fronteres d'Itàlia amb França i Iugoslàvia. L'àrea envoltant Trieste fou declarada territori lliure. Durant la dècada de 1950 Itàlia es va convertir en membre de la NATO i aliada dels Estats Units, i per això l'economia italiana rebria el suport per reavivar l'economia sota el Pla Marshall.
Aquest període va ser conegut com gli anni di piombo, 'els anys del plom', atès l'onada de bombardejos, atribuïts a l'extrema dreta, l'extrema esquerra i a les accions del servei secret. El bombardeig de Piazza Fontana al centre de Milà, el 12 de desembre de 1969 marca el començament d'aquest període violent. La policia arrestà 4.000 persones dels cercles d'esquerra, entre ells Giuseppe Pinelli, un anarquista que seria acusat del bombardeig. El desembre de 1970 es va produir un fallit cop d'estat, el Golpe Borghese. El demòcrata cristià Aldo Moro va ser assassinat el maig de 1978 per les Brigades Roges, un grup militant d'esquerra encapçalat per Mario Moretti.
Durant la dècada de 1980, per primera vegada, dos períodes de govern van ser encapçalats per un republicà i un socialista, en lloc d'un membre del Partit Demòcrata Cristià. De 1992 a 1997 Itàlia va enfrontar diversos reptes, atès que els ciutadans, decebuts per la paràlisi política, el deute massiu, la corrupció i el crim organitzat, demanaven reformes polítiques i econòmiques radicals. El 1994 Silvio Berlusconi, líder d'una coalició que incloïa dos partits d'extrema dreta, va ser elegit primer ministre.
El 18 de maig de 2018 els partits polítics el Moviment 5 Estrelles i Lliga Nord pactaren un programa polític comú.